# Étienne De Beule
Pour les articles homonymes, voir De Beule.
Étienne De Beule, né le 20 novembre 1953 à Hamme (Flandre-Orientale) et mort le 10 juin 2023 à Gand (Flandre-Orientale), est un coureur cycliste belge, professionnel de 1976 à 1988.
Il a participé au Tour de France 1985.

## Palmarès

### Palmarès amateur
- 1975
  - Bruxelles-Opwijk
  - 1re étape du Circuit franco-belge
  - Internatie Reningelst
  - Gand-Wervik
  - 2e du Circuit franco-belge
- 1976
  - Seraing-Aix-Seraing
  - Coupe Marcel Indekeu
  - Tour de Campine
  - Gand-Wervik

### Palmarès professionnel
- 1978
  - 2e de la Puivelde Koerse
- 1979
  - 2e du Circuit de Brecht
  - 3e du Circuit de Flandre orientale
- 1980
  - 3e du Grand Prix de la ville de Saint-Nicolas
- 1981
  - 2e du Grand Prix Raf Jonckheere
  - 3e du Grand Prix de la ville de Saint-Nicolas
- 1983
  - Prologue du Tour d'Andalousie (contre-la-montre par équipes)
  - Circuit Escaut-Durme
- 1985
  - 2eb étape du Tour de Luxembourg (contre-la-montre par équipes)

## Résultats sur les grands tours

### Tour de France
1 participation 
- 1985 : 131e

### Tour d'Italie
2 participations 
- 1980 : hors délais (2e étape)
- 1983 : 139e